# Un actor grăbit
Un actor grăbit este un disc single cu care solista de muzică pop rock Laura Stoica a debutat discografic în anul 1992. Materialul a fost tipărit în aproximativ 800 de exemplare și reprezintă unul dintre ultimele discuri de vinil în format mic (17 cm) lansate pe piața muzicală românească. Prima față a discului conține piesa „Un actor grăbit”, desemnată melodia anului 1991 în România, iar pe fața a doua se găsește piesa „Dă, Doamne, cântec” cu care artista s-a lansat la Festivalul de la Mamaia în 1990.

## Piese
1. Un actor grăbit (Bogdan Cristinoiu / Andreea Andrei)
2. Dă, Doamne, cântec (Viorel Gavrilă / Eugen Rotaru)

## Personal
- Laura Stoica – vocal
- Alin Constanțiu – saxofon (1)
- Laurențiu Cazan – chitară acustică (1)
- Eugen Tegu – bas (1)
- Bogdan Cristinoiu – claviaturi, programări digitale (1)

Piesa „Un actor grăbit” a fost înregistrată și mixată de Bogdan Cristinoiu la studioul Accord din București. Materialul a fost masterizat de Ion Frățilă la studioul Tomis al Electrecord. Copertă realizată de Gabriel Cringloska.